# Desa Tirto (administrativ by i Indonesien, lat -6,89, long 109,65)
Desa Tirto är en administrativ by i Indonesien.   Den ligger i provinsen Jawa Tengah, i den västra delen av landet, 300 km öster om huvudstaden Jakarta.